# شهر فرانکستن
شهر فرانکستن (به انگلیسی: City of Frankston) یک منطقهٔ مسکونی در استرالیا است که در ویکتوریا (استرالیا) واقع شده‌است.

## خواهرخوانده
شهرهای سوسونو، شیزوئوکا و ووشی خواهرخوانده‌های شهر فرانکستن هستند.